# Неотеозофија
Неотеозофија је термин, првобитно погрдан, који су користили следбеници Хелене Блавацки за означавање система теозофских идеја које су изложили Ани Безант и Чарлс Вебстер Ледбитер након смрти Мадам Блавацки 1891.
Овај систем теозофских идеја се у великој мери разликовао од оригиналног излагања Блавацке, али га многи теозофи широм света прихватају као истински теозофски.
Главне иновације пост Блавацке теозофије, како су је изложили Ани Безант и Ледбитер, биле су фокусирање на истраживање прошлих живота и астралног плана помоћу видовитости, промоција младог индијског дечака Кришнамуртија као возила долазећег „Светског учитеља“ и увођење католицизма и њене верске ритуале у облику Либералне католичке цркве. 

## Преглед
Након смрти Блавацке 1891. године, настао је спор између Вилијама Квана Судије и Хенрија Стила Олкота и Ани Безани због наводног фалсификовања писама Махатми. Као резултат тога, Судија је прекинуо своје дружење са Хенријем Олкотом и Ени Безани током 1895. и повео већи део америчке секције Друштва са собом. Управљао је својом новом организацијом око годину дана до своје смрти у Њујорку. Након смрти Судије Кетрин Тингли је постала менаџер. Организација која потиче из фракције Олкота и Безан је са седиштем у Индији и позната је као Теозофско друштво Адијар, док је организација којом управља Судија данас позната једноставно као Теозофско друштво, али често са спецификацијом, „међународно седиште, Пасадена, Калифорнија“. Теозофско друштво Адијар је група коју су следбеници Вилијама Квана и оригиналног учења Мадам Блавацки прогласили неотеозофијом. Oни не прихватају оно што сматрају неотеозофским учењем Ени Безант, Хенрија Олкота и Ц. В. Лидбитера.
Термин неотеозофија сковао је Фердинанд Т. Брукс око 1912. године у књизи под називом Разоткривање неотеозофије, и у другом делу раније књиге под називом Теозофско друштво и његова езотерична бахатост.  Око 1924. Маргарет Томас је објавила књигу под називом Теозофија против неотеозофије. Ова књига, која је сада доступна на интернету,  представља детаљно критичко поређење Блавацкине теозофије и неотеозофије.
ГРС Мид који је такође био веома критичан према видовитим истраживањима Ани Безант и Ледбитера, остајући лојалан теозофији Блавацке  , такође је користио термин неотеозофија који се односио на покрет Ани Безант. За њега је "теозофија" значила елемент мудрости у великим светским религијама и филозофијама. 
Касније је термин неотеозофски почео да се користи изван теозофских кругова да се односи на групе које су формирали бивши теозофи, као и групе чије централне премисе у великој мери позајмљују из теозофије Блавацке. Роберт С. Елвуд је у својој књизи Религијске и духовне групе у модерној Америци из 1973. назвао организације које су формирали бивши теозофи као „деволуција теозофије“ и укључио у своје истраживање Неогностичке групе и неорозекројцерске групе, антропозофију Рудолфа Штајнера, групе Алис Бејли, активност „ЈА ЈЕСАМ“ ( Гаја Баларда ) и розенкројцеризам Макса Хајндела.  У каснијој књизи, Алтернативни олтари ( из 1979) додао је професор Елвуд;
Алис Бејли (1880 - 1949), оснивач Аркане Скул и Групе за Медитацију Пуног Месеца, и Гај Балард (1878 - 1930), покрета "ЈА ЈЕСАМ", представници су оних који су започели активности засноване на новим и посебним комуникације од теозофских мајстора.  
Аутор Дерил С. Полсон повезује „Неотеозофију” са Алис Бејли. 
Други неотеозофи укључују Штајнеров савременик Петар Дунов и Самаел Аун Веор , који су увели теозофска учења у Латинску Америку. Дион Фортуне и Алеистер Цровлеи су такође били утицајни (и под утицајем) водећег правца теозофског покрета, што је заузврат утицало на сатанизам Антона Ла Веја, сајентологију Л. Рона Хабарда, Вица, и модерно Њу Аге и нову мисао покрета. (Алис Бејли је увела термин Ново доба (New Age)). 

## Неотеозофи данас
Неки примери данашњих неотеозофа укључују Бенџамина Крема, Дагласа Бејкера и Виктора Скумина.
Скумин је 1990. разрадио теозофске концепције духовне еволуције и предложио класификацију Хомо спиритуалис ( латински: духовни човек ), шесте коренске расе.